# 奇迪亞
奇迪亚（羅馬化：al-qiddiyya / al-giddiyya, 發音：[ə- alɡɪdːijːa]），又稱「奇地亞」，是一个将在利雅得建设的超大型娱乐项目。建设始于2019年初。该项目是沙特2030愿景框架内的超大型旅游项目之一。2019年6月26日，奇迪亚的总体计划公布，它由五个主要项目组成，这些项目包括度假村、公园和市中心。将于2023年开放的第一阶段将主打家庭景点“六旗奇迪亚”。
2020年，达喀尔拉力赛终点设在了奇迪亚。

## 地點
奇迪亞將有許多娛樂設施，包括遊樂園（六旗奇迪亞）、運動區、汽車和自行車騎行道、水上樂園、自然景觀和文化活動。
該項目將為許多沙特男性和女性提供就業機會，因為它將能夠舉辦全球體育比賽和廣泛的活動。
六旗奇迪亞開幕時佔地面積將會達到 32 公頃，而到 2030 年，該項目預計將成為全球最大的旅遊目的地，總面積達 334 平方公里。

## 第一階段計劃
該項目的第一階段計劃於2023年完成。該階段完成後，將完成45個項目。此外，還將推出300個娛樂、酒店、休閒和體育項目。
成立之初，奇迪亞需要大約 17,000 名員工來運營。因此，為了僱用合格的員工，正在舉辦一些獎學金和培訓課程。因此，奇迪亞項目與中佛羅里達大學達成了一項合作協議，為年輕的沙特人提供酒店、旅遊和體育管理方面的培訓。此外，還向相關領域的年輕沙特人開放了 60 項獎學金。

## 主題區域
據了解，六旗奇迪亞佔地約32公頃，共有28個遊樂設施與6大主題區，包括避暑勝地、刺激之城、探索泉、蒸汽小鎮、暮光之城花園、財富谷和盛大的博覽會，且所有園區都沒有年齡層的限制。
- 六旗奇迪亞主題區域
  - 避暑勝地
  - 刺激之城
  - 探索泉
  - 蒸汽小鎮
  - 暮光之城花園
  - 財富谷

- 著名遊樂設施：
  - 獵鷹航班
    - 特點：全球最高、最快、最長的雲霄飛車
    - 長度：3950米
    - 高度：182米
    - 落差：162米
    - 速度：每小時250公里

  - Sirocco Tower
    - 特點：全球最高跳樓機